# ダッシャー (護衛空母)
|           |                           |
| 艦歴      |                           |
| 発注:     |                           |
| 起工:     | 1940年3月14日             |
| 進水:     | 1941年4月12日             |
| 就役:     | 1942年7月2日              |
| 退役:     |                           |
| その後:   | 1943年3月27日に爆発、沈没 |
| 要目      |                           |
| 排水量:   | 8,200トン                 |
| 全長:     | 150.2m                    |
| 全幅:     | 20.2m                     |
| 吃水:     | 7.1m                      |
| 機関:     | ディーゼル 8,500馬力      |
| 最大速:   | 16.5ノット                |
| 航続距離: |                           |
| 兵員:     |                           |
| 兵装:     | 10.2cm単装高角砲3基       |
| 搭載機:   | 15機                      |

ダッシャー（HMS Dasher, D37）は、イギリス海軍の護衛空母。アヴェンジャー級。

## 艦歴
ペンシルベニア州チェスターのサン造船ドライドック社で海事委任契約の下1940年3月14日に商船「リオデジャネイロ(Rio de Janeiro)」として起工、1941年4月12日に進水し、1941年5月20日に AVG-5（航空機搭載護衛艦）としてアメリカ海軍に引き渡される。その後ティーティエン・アンド・ラング社で改装されイギリス海軍に移管、1942年7月2日に「ダッシャー」として就役した。
「ダッシャー」は姉妹艦の「バイター」と共にトーチ作戦に参加し、搭載した第835海軍航空隊はホーカー ハリケーンでフランス軍のドボワチン D.520と戦った。
地中海での何回かの航空機運搬任務の後、「ダッシャー」は1943年3月にクライド川に向かい、飛行甲板を42フィートまで延長、フェアリー ソードフィッシュを積み込んだ。
一回目の船団護衛任務に従事し、二回目の任務後帰還途中にエンジントラブルを生ずる。クライド湾に到着直後、爆発事故を生じ沈没する。
様々な事故原因が考慮され、その中には飛行甲板に航空機が衝突し燃料タンクから漏れ、気化したガソリンに引火したというものもあった。しかしながら戦時中の出来事であり、当局による隠蔽のため実際に何が起きたのかは明らかにされなかった。アラン島のブロディック、ラムラッシュ、スコットランド本島のアードロサーン、グリーノックから救助船、航空機がすぐに駆けつけたものの、528名の乗組員の内379名が死亡した。多くが艦を脱出したが、低体温症または燃料火災による火傷で死亡した。死者の多くはアードロサーンまたはグリーノックに埋葬された。
当時のイギリス政府は国民の士気に対する影響と、アメリカ船舶の構造上の欠陥が暗示されることを恐れ、「ダッシャー」の事故を隠蔽しようと試みた。地元のマスコミは事故への言及を禁じられた。また、死者は無縁仏として埋葬するように命じられた。遺族は猛烈に抗議し、何名かの遺体は遺族の元に返された。生存者は何が起こったかについて語らないよう命じられた。この政府の方針は多くの批判を受けることとなった。現在、「ダッシャー」の事故の記念碑はアードロサーンとブロディックに存在する。